# Марко Јерусалимски
Марко Јерусалимски је био први нејеврејски епископ Јерусалима у периоду од 135. године до смрти 156. године. Јерусалим је у то време био разорен а на његовим рушевинама је саграђен римски град Елија Капитолина.
Након Баркохбиног устанка (132.-136.), јеврејски хришћани су потпуно маргинализовани. Протерани су из Јерусалима у Пелу, а епископи Јерусалима више нису потицали из редова јудеохришћана, већ су на то место бирани Грци. Марко је 135. године изабран за епископа Елије Капитолине, од стране митрополита Палестинске Кесарије, још за време трајања епископата Јуде Јерусалимског, праунука Исусовог брата Јуде.